# 岡浩也
岡 浩也（おか ひろや、1967年3月21日 - ）は、日本の医師（精神科医）、元子役。東京都出身。TBS系列で放送されたドラマ「ケンちゃんシリーズ」の2代目ケンちゃんとして活動した。
後年は子供のロックバンド「P.T.A.」のリード･ヴォーカル兼ベースとしても活動していた。
10代後半で芸能界を引退。慶應義塾志木高等学校を経て、慶應義塾大学商学部中退。1994年北里大学医学部卒業。1995年より医師（精神科医）として活動。

## ケンちゃんシリーズ出演全8作
- 「ケンにいちゃん」（1974年3月7日 - 1975年2月27日）
家はレストランを経営。宮脇康之が演じていたケンちゃんの弟であるケンジ役で初登場。
- 「おそば屋ケンちゃん[4]」（1975年3月6日 - 1976年2月26日）
「おゝもり庵」というおそば屋さんを経営する家が舞台。
- 「フルーツケンちゃん」（1976年3月4日 - 1977年2月24日）
「フルーツパーラー山本」が舞台。宮脇康之はこの作品でケンちゃんシリーズを引退。
- 「パン屋のケンちゃん」（1977年3月3日 - 1978年2月23日）
「ラビットベーカリー」が舞台。この作品からケンイチ役となる。
- 「スポーツケンちゃん」（1978年3月2日 - 1979年2月22日）
スポーツ用品店が舞台。
- 「カレー屋ケンちゃん」（1979年3月1日 - 1980年2月29日）
「カレーショップ・ヤマシタ」が舞台。
- 「ケンちゃんチャコちゃん」（1980年3月6日 - 1981年2月26日放送）
「ファミリーらーめん」というラーメン屋が舞台。
- 「なかよしケンちゃん」（1981年3月5日 - 1982年2月25日放送）
スパゲッティ屋が舞台。ケンイチは中学生となり、この作品を最後にケンちゃんシリーズを引退した。尚、この作品の途中で岡は声変わりをしている。

## ケンちゃんシリーズ出演中のエピソード
岡がケンちゃんシリーズに出演していたのは7歳から15歳にかけてで、学年に置き換えると小学1年から中学3年にかけてであるが、演じていたケンジおよびケンイチは、岡の実年齢より2学年下に設定されており、初登場の「ケンにいちゃん」では幼稚園の年長で、最後の出演作の「なかよしケンちゃん」では中学1年生であった。

## ケンちゃんシリーズ以外の出演作品
- 超人バロム・1 第18話「魔人アンモナイルゲがパパをおそう」（1972年、よみうりテレビ・日本テレビ）
- 時間ですよ 第2シリーズ（1971年 - 1972年、TBS）
- 水戸黄門 第4部 第15話「津軽哀歌・青森」（1973年、TBS）与吉役
- 刑事くん 第2部 第11話「赤い風船と腕時計」（1973年、TBS）キョウスケ役
- どっこい大作 第23話 「ダメなオヤジの子守唄!!」（1973年、NET）玉井シゲル役
- ユニコ 黒い雲と白い羽（1979年、手塚プロダクション） - ユニコ 役（声の出演）
- スケバン刑事II 少女鉄仮面伝説 第5話（1985年、フジテレビ）北沢役
- 水曜ドラマスペシャル 秘められた関係（1986年、TBS）

## ディスコグラフィー

### シングル
| 発売年 | A面                                     | B面                      | レーベル       | 規格品番 | 備考                                                      |
| ------ | --------------------------------------- | ------------------------ | -------------- | -------- | --------------------------------------------------------- |
| 1975年 | おそば屋ケンちゃん （歌：宮脇康之）     | きょうだいって いいな    | 日本コロムビア | SCS-252  | 『おそば屋ケンちゃん』主題歌                              |
| 1976年 | フルーツケンちゃん （歌：宮脇康之）     | はしゃぎっこいじめっこ   | ポリドール     | DQ-1002  | 『フルーツケンちゃん』主題歌                              |
| 1976年 | はじめての僕デス                        | それ行け3組              | ユニオン       | US-7001  | 『みんなのうた』より                                      |
| 1976年 | ユミちゃんの引越し 〜さよならツトム君〜 | オナカの大きな王子さま   | ユニオン       | US-7002  | 『みんなのうた』より                                      |
| 1976年 | 北風小僧の寒太郎                        | くいしんぼうのカレンダー | ユニオン       | US-7003  | 『みんなのうた』より                                      |
| 1976年 | 動物園へ行こう                          | ボクたち大阪の子供やでェ | ユニオン       | US-7004  | 『みんなのうた』より                                      |
| 1976年 | 洗濯ジャブジャブ                        | デンデン虫のデン子さん   | ユニオン       | US-7005  | 『みんなのうた』より                                      |
| 1976年 | 減点ファミリーの歌                      | ごめんなさい             | ユニオン       | US-7006  | A面は『お笑いオンステージ』より B面は『みんなのうた』より |
| 1976年 | 岡浩也のジングル・ベル                  | きよしこの夜             | ユニオン       | US-7007  |                                                           |
| 1977年 | パン屋のケンちゃん                      | ボクどうしよう!?         | ビクター       | KV-51    | 『パン屋のケンちゃん』主題歌                              |
| 1978年 | スポーツケンちゃん                      | NOWな遊び                | ビクター       | KV-2003  | 『スポーツケンちゃん』主題歌                              |
| 1978年 | キャッチボール                          | ウィ・ゲット・フィーバー | キャニオン     | C-122    | 「下川辰平と岡浩也」名義                                  |
| 1979年 | カレー屋ケンちゃん                      | カミナリ坊やは宇宙人     | キャニオン     | C-132    | 『カレー屋ケンちゃん』主題歌                              |
| 1980年 | ケンちゃんチャコちゃん                  | らーめんケンちゃん       | キャニオン     | C-170    | 『ケンちゃんチャコちゃん』主題歌                          |

「P.T.A.」ヴォーカル&ベース
| 発売年 | A面                    | B面                          | レーベル     | 規格品番 |
| ------ | ---------------------- | ---------------------------- | ------------ | -------- |
| 1982年 | 塾じゅくロックンロール | 哀しきグラデュエイション     | フィリップス | 7PL-71   |
| 1982年 | あの娘にDON!DON!       | 1,000,000 倍アイ・ラブ・ユー | フィリップス | 7PL-87   |

### アルバム
| 発売年 | タイトル                           | レーベル | 規格品番 |
| ------ | ---------------------------------- | -------- | -------- |
| 1977年 | 北風小僧の寒太郎／チンチンポンポン | ユニオン | JSP-7003 |

## CM
- イトーキ - 学習机
- 伊藤ハム - DONDON（焼肉のたれ）P.T.A.として。
- サクラ - クーピーペンシル
- 明治製菓（現在の明治） - テーブルペット
- 二見書房 - 絵本

## 医療活動
（この節の出典）精神科医として活動。
- 1994年 - 北里大学医学部卒業
- 2005年 - 日本電気玉川事業所健康管理センター精神科医師（ - 2010年7月）
- 2005年 - 東京女子医科大学神経精神科非常勤講師（ - 2013年3月）
- 2008年 - 日本精神神経学会専門医取得
- 2009年 - 日本医師会認定産業医取得
- 2010年3月 - 武蔵小杉Jこころのクリニックを開設し、院長に就任